# Alfons Schulz (polski duchowny)
Alfons Wacław Schulz, także Szulc (ur. 5 marca 1872 w Tymawie, zm. 25 czerwca 1940 w KL Stutthof) – polski duchowny katolicki, działacz narodowy na Pomorzu, senator III kadencji w II RP.

## Życiorys
Urodził się w wielodzietnej rodzinie rolnika Jakuba (ur. ok. 1836) i Marii z Binerowskich (1842–1909). Uczęszczał do progimnazjum biskupiego Collegium Marianum w Pelplinie (1880–1890), później do gimnazjum klasycznego w Starogardzie, gdzie w 1893 zdał maturę. Następnie studiował filozofię i teologię w Seminarium Duchownym w Pelplinie, po ukończeniu którego 27 marca 1898 przyjął święcenia kapłańskie. Pracował jako wikariusz w parafiach: Trójcy Świętej w Oliwie, św. Ignacego Loyoli w Starych Szkotach, Wniebowzięcia Najświętszej Maryi Panny w Chełmnie, Wniebowzięcia Najświętszej Maryi Panny w Kartuzach, Świętej Trójcy w Wejherowie, św. Michała Archanioła w Lipuszu, Ścięcia św. Jana Chrzciciela w Chojnicach (1902–1906). Od lipca 1906 do 1931 był proboszczem parafii św. Apostołów Piotra i Pawła w Konarzynach na Kaszubach. 
Działał w polskich organizacjach społeczno-kulturalnych, m.in. był członkiem Towarzystwa Naukowego w Toruniu (1897–1921) oraz Stowarzyszenia „Straż”, zajmującego się promocją publikacji polskich w środowiskach wiejskich. W Konarzynach założył w 1909 kółko rolnicze i nim kierował. Od 1912 był prezesem Związku Kół Śpiewaczych Okręgu Czerskiego. Był także delegatem Towarzystwa Czytelni Ludowych w powiecie człuchowskim (1916–1918).
W grudniu 1918 pełnił mandat delegata na Polski Sejm Dzielnicowy w Poznaniu, od grudnia t.r. przewodniczył Radzie Ludowej na powiat człuchowski z siedzibą w Konarzynach. Był więziony w Człuchowie przez dwa miesiące przez władze niemieckie; w sprawie jego zwolnienia interweniowały liczne organizacje polskie. Wszedł następnie w skład Komisji Granicznej, przyczyniając się po pozostawienia w granicach Polski kilku wiosek (m.in. Konarzyn i Ciecholew). 
W 1926 powołał do życia Towarzystwo Robotników w Konarzynach, był również inicjatorem powstania lokalnego oddziału Towarzystwa Gimnastycznego „Sokół”. Zasiadał w Sejmiku Powiatowym w Chojnicach oraz kierował zarządem powiatowym Pomorskiego Towarzystwa Rolniczego w Tczewie. Pełnił również szereg funkcji kościelnych – był wicedziekanem, a następnie dziekanem dekanatu chojnickiego (1924–1931), wizytatorem nauki religii w dekanacie, uczestniczył w diecezjalnym synodzie w Pelplinie w grudniu 1928. We wrześniu 1931 został przeniesiony na probostwo w Subkowach k. Tczewa.
W latach 1930–1935 zasiadał w Senacie RP, wybrany z listy państwowej Bezpartyjnego Bloku Współpracy z Rządem. Współpracą z BBWR naraził się na krytykę pomorskiego Stronnictwa Narodowego. 
Po wybuchu II wojny światowej, 9 września 1939 został aresztowany przez Niemców, przetrzymywany w obozie przejściowym w Tczewie, przewieziony do obozu przejściowego Neufahrwasser (Nowy Port), stamtąd trafił do obozu koncentracyjnego Stutthof, z którego został zwolniony. Kolejny raz aresztowany przez Niemców 29 lutego 1940 i przewieziony ponownie do KL Stutthof (nr obozowy 1021), gdzie 25 czerwca 1940 został zamordowany (utopiony w wannie). Pochowany był początkowo na cmentarzu w Gdańsku-Zaspie, w marcu 1946 zwłoki przeniesiono na cmentarz parafialny w Subkowach.

## Ordery i odznaczenia
- Krzyż Oficerski Orderu Odrodzenia Polski (30 kwietnia 1927)[2]
- Srebrny Krzyż Zasługi (26 czerwca 1926)[3]